# Stazione di Gontenbad
La stazione di Gontenbad (in tedesco Bahnhof Gontenbad) è una fermata ferroviaria nel distretto svizzero di Gonten sulla linea Gossau-Appenzello.

## Storia
La stazione fu attivata il 16 agosto 1885, in occasione dell'apertura della tratta Urnäsch-Gontenbad della ferrovia Gossau-Appenzello.

## Strutture e impianti
La stazione dispone di un singolo binario dotato di marciapiede per il servizio passeggeri. È dotata di una pensilina.

## Movimento
La stazione è servita da treni ogni 30 minuti (e che fermano su richiesta) sulla linea S23 (relazione Gossau - Wasserauen) della rete celere di San Gallo.